# Difesa della Grande Muraglia
La difesa della Grande Muraglia (in cinese 長城抗戰T, 长城抗战S, Chángchéng KàngzhànP) (1º gennaio - 31 maggio, 1933) fu una campagna combattuta tra gli eserciti della Repubblica di Cina e dell'Impero del Giappone, che ebbe luogo prima della seconda guerra sino-giapponese ufficialmente iniziata nel 1937. È nota in giapponese come operazione Nekka (熱河作戦?, Nekka Sakusen) e in molte fonti inglesi come la prima battaglia di Hopei.
Durante questa campagna, il Giappone conquistò la provincia della Mongolia Interna di Rehe, usurpandola al signore della guerra cinese Zhang Xueliang e la annetté al nuovo stato fantoccio del Manciukuò, la cui frontiera meridionale venne così estesa fino alla Grande muraglia cinese.

## Battaglia del passo di Shanhai
Per i termini dell'accordo della Ribellione dei Boxer del 1901, l'esercito imperiale giapponese manteneva un piccolo presidio di circa 200 uomini a Shanhaiguan, l'estremità orientale fortificata della Grande muraglia cinese che si affaccia sull'oceano Pacifico. Nella notte del 1º gennaio 1933, il comandante della guarnigione giapponese inscenò un attacco con l'esplosione di poche bombe a mano e sparando alcuni colpi. L'Armata del Kwantung uso ciò come pretesto per chiedere che il 626º Reggimento cinese dell'Armata Nordorientale, a guardia di Shanhaiguan, evacuasse le difese del passo.
Quando la guarnigione cinese rifiutò, l'8ª Divisione giapponese emise un ultimatum e poi attaccò il passo con il supporto di 4 treni blindati e 10 carri armati. L'attacco giapponese venne sostenuto dal supporto aereo ravvicinato dei bombardieri e dal cannoneggiamento della Seconda Flotta della Marina imperiale giapponese tramite dozzina di navi da guerra in mare aperto. Il 3 gennaio, il comandante del reggimento cinese Shi Shian, incapace di resistere a questo attacco, venne costretto ad evacuare le sue posizioni dopo aver perso metà dei suoi effettivi.

## Battaglia di Rehe
La provincia di Rehe, sul lato nord della Grande Muraglia, era l'obiettivo successivo. Dichiarando che la provincia fosse storicamente parte della Manciuria, l'esercito giapponese inizialmente sperò di ottenerla attraverso la defezione del generale Tang Yulin alla causa del Manciukuò. Quando ciò fallì, venne messa in atto l'opzione militare. Il capo di stato maggiore dell'esercito giapponese richiese l'autorizzazione dell'Imperatore Hirohito per l'"operazione strategica" contro le forze cinesi a Rehe. Sperando che fosse l'ultima delle operazioni dell'esercito nella zona e che avrebbe posto fine alla questione della Manciuria, l'Imperatore approvò, pur affermando esplicitamente che l'esercito non si sarebbe dovuto spingere al di là della Grande Muraglia. L'offensiva venne lanciata il 23 febbraio 1933 e due giorni più tardi Chaoyang e Kailu vennero conquistate. Il 2 marzo, la 4ª Brigata di cavalleria giapponese incontrò la resistenza delle forze di Sun Dianying e, dopo giorni di combattimenti, prese Chifeng. Il 4 marzo, la cavalleria giapponese e la 1ª Compagnia speciale corazzata conquistarono Chengde, la capitale di Rehe.

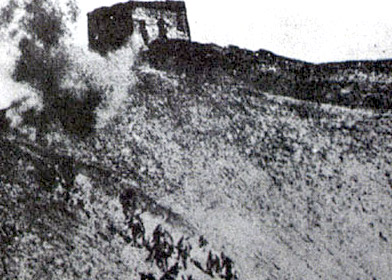
La carica delle truppe giapponesi verso la difesa del muro

Ripiegando su Rehe, il XXXII Corpo d'armata di Wan Fulin si ritirò dal Passo di Lengkou, mentre anche il XXIX Corpo d'armata del generale Song Zheyuan si ritirava, la 37ª Divisione di Zhang Zuoxiang si ritirò dal Passo di Xifengkou, la 25ª Divisione del generale Guan Linzheng dal Passo di Gubeikou.
Il 4 marzo, la 139ª Divisione del XXXII Corpo d'armata del KMT riuscì a tenere il Passo di Lengkou, e il 7 marzo, il LXIV Corpo d'armata del KMT resistette agli attacchi da parte della 16ª Brigata dell'8ª Divisione giapponese, al Passo di Gubeikou.
Il 9 marzo, Chiang Kai-shek tenne una riunione con Zhang Xueliang sulla resistenza all'invasione giapponese a Baoding. Chiang Kai-shek cominciò a spostare le sue forze dalla campagna contro il Jiangxi sovietico, che includevano le forze di Huang Jie, di Xu Tingyao e di Guan Linzheng. Chiang Kai-shek chiamò inoltre il VII Corpo d'armata di Fu Zuoyi da Suiyuan. Tuttavia, le sue azioni erano troppo tardive e i rinforzi non furono sufficienti per fermare l'avanzata giapponese.
L'11 marzo, le truppe giapponesi si spinsero fino alle soglie della Grande Muraglia. Il giorno successivo Zhang Xueliang rassegnò le dimissioni a He Yingqin a cui, come nuovo capo dell'Armata Nordorientale, venne assegnato il compito di garantire la difesa della Grande Muraglia.

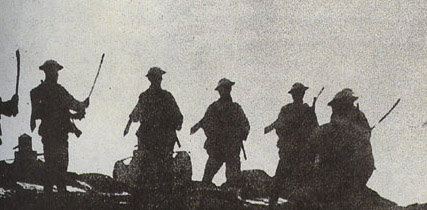
Soldati cinesi armati di spade

L'esercito nipponico lanciò più di venti assalti ravvicinati, con i soldati cinesi dell'Armata Nordorientale armati di spada a respingerli. Tuttavia, il 21 marzo i giapponesi conquistarono il Passo di Yiyuankou. Il XXIX Corpo d'armata del KMT evacuò il Passo di Xifengkou tra l'8 e l'11 aprile. Le truppe giapponesi riconquistarono il Passo di Lengkou dopo decine di lotte altalenanti con le difese del passo e le forze cinesi a Jielingkou lo abbandonarono. L'esercito cinese era significativamente male armato al confronto con quello giapponese e molte unità erano dotate solo di pistole, bombe a mano e spade cinesi tradizionali con scorte limitate di mortai da trincea, mitragliatrici pesanti, mitragliatrici leggere e fucili. Respinto dalla schiacciante potenza di fuoco avversaria, il 20 maggio l'esercito cinese si ritirò dalle posizioni restanti sulla Grande Muraglia.
Anche se alla fine l'Esercito Rivoluzionario Nazionale subì una sconfitta, diverse unità singole come il plotone di He Zhuguo riuscirono a rallentare il meglio equipaggiato esercito giapponese per tre giorni prima di essere annientati. Alcune divisioni dell'ERN riuscirono anche a ottenere vittorie minori su passi come Xifengkou e Gubeikou utilizzando i bastioni per spostare i soldati da un settore ad un altro della Grande Muraglia, proprio come i soldati della dinastia Ming prima di loro.

## Conseguenze
Il 22 maggio 1933, i rappresentanti cinesi e giapponesi s'incontrarono a Tanggu, vicino a Tianjin, per negoziare la fine del conflitto. Il conseguente Armistizio di Tanggu creò una zona demilitarizzata che si estendeva 100 chilometri a sud della Grande Muraglia, alla quale all'esercito cinese era vietato l'ingresso, riducendo notevolmente la sicurezza del territorio della Cina storica, mentre i giapponesi erano autorizzati ad usare aerei da ricognizione o unità terrestri per assicurarsi che i cinesi la rispettassero. Inoltre, il governo cinese fu costretto a riconoscere l'indipendenza de facto del Manciukuò e la perdita di Rehe.